# 培妥莫单抗
培妥莫单抗（INN：pemtumomab；商品名：Theragyn），或译潘妥莫单抗，是一种用于治疗癌症的小鼠单克隆抗体。该药物通过多态性上皮黏蛋白（PEM或MUC1）对多种类型的癌症（例如卵巢癌和腹膜癌）具有亲和力，并将放射性同位素钇-90输送到肿瘤中。截至2009年，它正在进行III期临床试验。
它已在欧洲获得孤儿药地位。